# Serija BT
BT (Быстроходный танк, Bystrokhodny tank, slovensko: Hitri tank) je bila serija sovjetskih tankov  narejena med letoma 1932 in 1941. Tanki so bili zelo slabo zaščiteni, vendar so imeli za tisti čas zelo dobro oborožitev. Serija je bila poznana po zelo dobri mobilnosti. 

## Zgodovina
J. Walter Christie je izumil nove gosenice, da bi zamenjali stare, ki so bile nezanesljive. Te gosenice so omogočale njihovo odstranitev v tridesetih minutah. Tank so nato prilagodili za vožnjo po urejenih poteh. Sovjetska zveza je našla bolj primerno rešitev za ta problem. V njej je bilo le nekaj urejenih poti, zato bi bil prehod na tak sistem nesmiselen, zato je raje iz tanka odstranila odvečno tehnologijo in pravilno razporedila težo po tanku.
Sovjetska zveza je s svojimi zvezami prepričala kopensko vojsko ZDA, da jim je predala načrte za tank Christie. Dva tanka sta bila celo poslana v Sovjetsko zvezo pod lažnimi dokumenti v katerih je pisalo, da sta traktorja. Prototipa so Sovjeti poimenovali BT-1. Po tem tanku so bili oktobra leta 1931 narejeni trije tanki BT-2. Leta 1932 so začeli serijsko izdelovati tanke. Večina tankov BT-2 so bili oboroženi s topom 37 mm. Top 45 mm so začeli integrirati v tank BT-3 . 
Po letu 1937 so začeli z izdelovanjem nove generacije tankov BT. Vodja projekta je bil Mikhail I. Koshkin. Nov prototip so poimenovali A-20. Vzporedno s tem tankom so oblikovali tudi tank A-32. Izdelan je bil, da bi nadomestil tanka T-26 in BT-8.
Serije BT so sodelovale v španski državljanski vojni, v zimski vojni na finskem in v zgodnjem obdobju druge svetovne vojne.

## Verzije
- BT-1 – Prototip Christie.
- BT-2 Model 1932 – Tank s topom 37 mm, kopija tanka Liberty L-12.
- BT-5- Verzija z večjo kupolo in z novim večjim topom 45 mm.
  - BT-5 Model 1933 – Verzija z novo kupolo.
  - BT-5PKh – Prototip.
  - BT-5A – Artilerijska verzija s topom 76.2 mm (narejenih je bilo le nekaj).
  - BT-5 – Prototip metalca ognja
  - PT-1A – Amfibijska verzija (narejenih le nekaj).
- BT-7 Model 1935 –Verzija z nekaj novostmi.
  - BT-7 Model 1937 – Nova kupola z ukrivljenim oklepom.
  - BT-7TU –Poveljniška verzija.
  - BT-7A – Artilerijska verzija s topom 76.2 mm.
  - OP-7 – Metalec ognja.
- BT-8 1938- Verzija z novo oborožitvijo.
- BT-42 – Finska verzija, ki je bila narejena po zajetem tanku.
- BT-IS – Prototip z močno ukrivljenim oklepom.
- BT-SW-2 Cherepakha ("želva") – Še eden prototip z močno ukrivljenim oklepom.
- A-20 – Prototip novega tanka serije BT. Tank je bil zasnovan na novo.
- TTBT-5, TTBT-7 – Daljinsko vodena tanka .

## Lastnosti
|                           | BT-2           | BT-5           | BT-7           | BT-7A               | BT-8           |
| posadka                   | 3              | 3              | 3              | 3                   | 3              |
| teža                      | 10.2 t         | 11.5 t         | 14 t           | 14.5 t              | 14.7 t         |
| dolžina                   | 5.58 m         | 5.58 m         | 5.66 m         | 5.66 m              | 5.66 m         |
| širina                    | 2.23 m         | 2.23 m         | 2.29 m         | 2.29 m              | 2.29 m         |
| višina                    | 2.20 m         | 2.25 m         | 2.42 m         | 2.52 m              | 2.42 m         |
| oklep                     | 6–13 mm        | 6–13 mm        | 6–13 mm        | 6–13 mm             | 6–22 mm        |
| primarna oborožitev model | 37 mm Model 30 | 45 mm Model 32 | 45 mm Model 35 | 76.2 mm Model 27/32 | 45 mm Model 38 |
| sekundarna oborožitev     | DT MG          | DT MG          | DT MG          | 2×DT MG             | 3×DT MG        |
| motor tip                 | 400 hp Liberty | 400 hp M-5     | 500 hp M-17T   | 500 hp M-17T        | 450 hp V-2     |
| cestna hitrost            | 100 km/h       | 72 km/h        | 86 km/h        | 86 km/h             | 86 km/h        |
| razmerje moč:teža         | 39 hp/t        | 35 hp/t        | 36 hp/t        | 34 hp/t             | 31 hp/t        |
| doseg na cesti            | 300 km         | 200 km         | 250 km         | 250 km              | 700 km         |
| doseg                     | 100 km         | 90 km          | 120 km         | 120 km              | 400 km         |